# Sara (televisieserie)
Sara was een Vlaamse telenovelle, die uitgezonden werd van 25 september 2007 tot 24 juni 2008 op VTM. De hoofdrollen werden vertolkt door onder andere Veerle Baetens, Gert Winckelmans, Kürt Rogiers, Sandrine André en Lotte Pinoy.
De telenovelle vertelt het verhaal van Sara De Roose, het ‘lelijke eendje’, die met haar innerlijke schoonheid zich ontpopt tot de mooiste zwaan. Na meer dan 15 jaar is de serie nog altijd populair. Sara wordt omschreven als de moeder van de VTM-telenovelles. De commerciële zender maakte na Sara nog de telenovelles "Louislouise", "David" en "Ella", maar geen van die reeksen kon "Sara" evenaren.
De serie werd van 30 augustus 2011 tot eind mei 2012 op VTM herhaald in de namiddag. Vanwege de coronacrisis in 2020, konden de opnames van de Vlaamse soap Familie niet doorgaan. Hierdoor heeft het succesvolle Sara de soap tijdelijk vervangen vanaf 24 april 2020.
Dankzij de hoge kijkcijfers op het  streamingplatform VTM GO, besloot de zender om na een pauze van acht jaar - toen VTM de stekker trok uit de laatste telenovelle Ella - het genre nieuw leven in te blazen met de series "Lisa" en "Milo".

## Verhaal

### Achtergrond
De reeks is een Vlaamse versie van de Colombiaanse serie Yo soy Betty, la fea (letterlijk: ik ben Betty, de lelijke). De show draait rond Beatriz Pinzón Solano (kortweg: Betty), een onaantrekkelijke, maar intelligente vrouw die werkt voor het modebureau 'Eco Moda'. Dagelijks moet ze de pesterijen van haar collega's ondergaan, maar gaandeweg evolueert ze: ze maakt promotie en krijgt een relatie met haar baas.
De show was enorm populair in Latijns-Amerikaanse landen en in onder andere Spanje, India, Polen, Italië, Japan, Turkije en China werd de originele reeks uitgezonden. In Nederland is er ook een eigen versie van gemaakt: Lotte, uitgezonden op Tien. In de Verenigde Staten loopt de reeks als Ugly Betty.

### Plot
Présence is een modebedrijf in Antwerpen. Het werd oorspronkelijk gesticht door Leon Van Wijck. Zijn vrouw Margot doet de administratie. Hun financiële partners, de adellijke Pierre de Lannoy en zijn vrouw Louise, zijn bij start van de serie reeds overleden: zij stierven enkele jaren eerder in een auto-ongeval.
Leon (Hans De Munter) beslist om op pensioen te gaan. Zijn functie als directeur-generaal komt daardoor vrij. Zijn opvolger zal door de Raad van Bestuur worden gekozen op basis van de sollicitant met het beste ondernemingsplan. Zowel Simon Van Wijck (Gert Winckelmans), zoon van Leon en momenteel diensthoofd administratie, als Alexander (Kürt Rogiers), zoon van Pierre en diensthoofd financiën, dingen naar de functie.
Verder werken in het bedrijf modeontwerper Marnix (Paul Codde), personeelsverantwoordelijke Lieven (Tom Van Bauwel) en zijn secretaresse Ellen (Annemarie Lemaître), cafetariaverantwoordelijke Lut (Veerle Eyckermans), loopjongen Thomas (Anthony Arandia) en administratief medewerkster An (Laurien Van den Broeck).
Simon is op zoek naar een directiesecretaresse. De onaantrekkelijke Sara (Veerle Baetens) solliciteert naar deze functie. Echter, Alexander krijgt het voor elkaar dat Britt Van Hove (Sandrine André) de functie krijgt. Britt is de beste vriendin van zijn zus Helena (Lotte Pinoy) die op haar beurt de verloofde van Simon is. Britt is totaal niet geschikt voor de job, maar Alexander gebruikt haar eerder als spionne om het doen en laten van Simon te achterhalen. Uiteindelijk krijgt Sara een job als administratief medewerkster aangeboden, een job ver onder haar universitair diploma, dewelke ze aanneemt omdat ze stapelverliefd is op Simon.

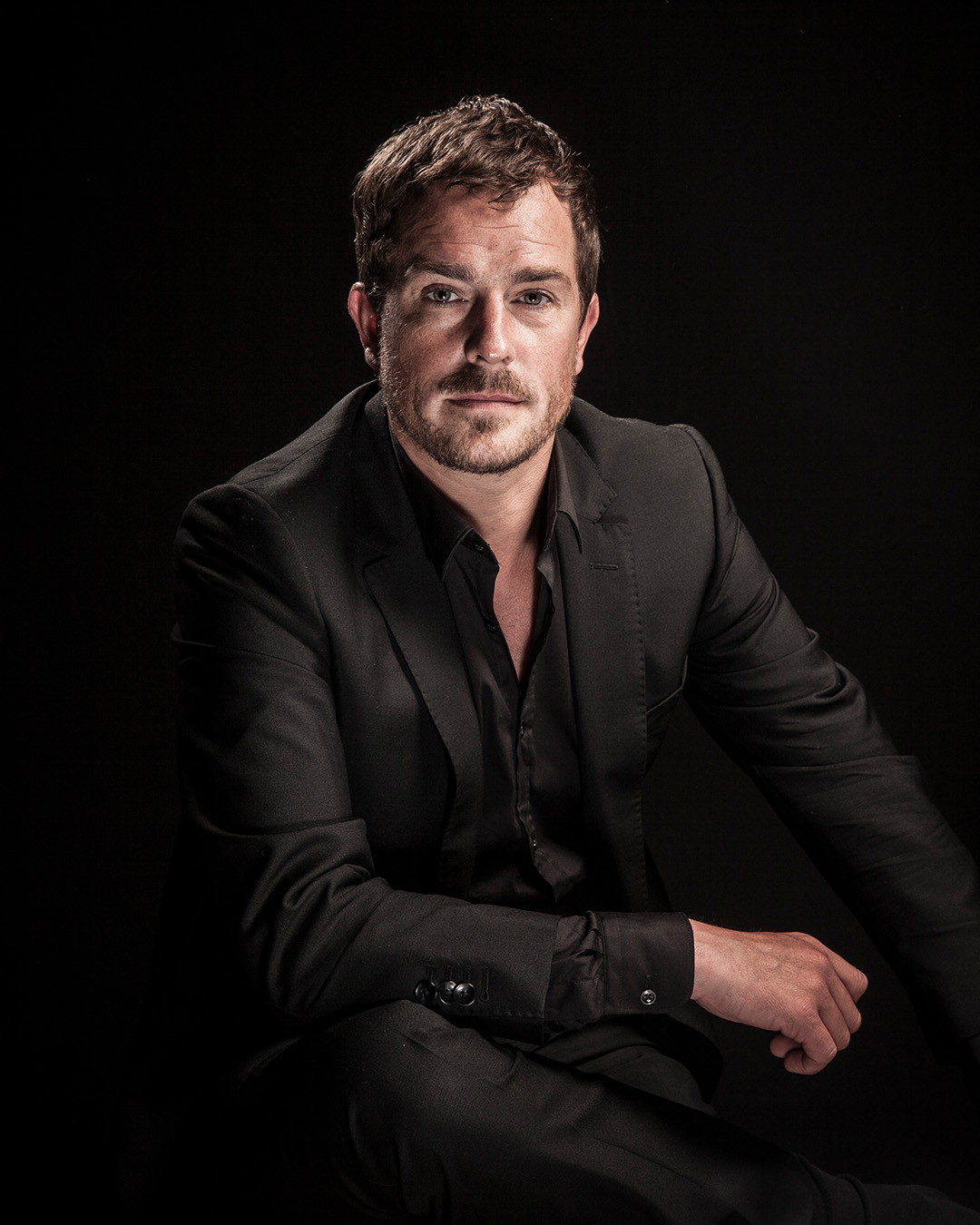
Gert Winckelmans, alias Simon

Sara achterhaalt hoe Alexander de Raad van Bestuur wil overtuigen om niet voor Simon te kiezen. Zij maakt een plan op waardoor Simon het nipt haalt. Daarbij maakt hij een weddenschap met Alexander: als Simon binnen het jaar 10 procent extra winst maakt op zijn ondernemingsplan (dat al heel ambitieus was) dan verkoopt Alexander zijn aandelen aan Simon. Haalt Simon het niet, dan staat hij zijn directiestoel af aan Alexander.
Sara probeert Simon te helpen in zijn plan, maar dat loopt niet van een leien dakje: de verkoop in de winkels daalt, er worden verkeerde en te grote leveringen besteld, een poging om te werken met minderwaardige stoffen is een fiasco omdat de stof na enkele dagen scheurt, enz. Telkens is het Sara die voor een gepaste oplossing zorgt, al dan niet door te knoeien met de cijfers waardoor Alexander geen argwaan krijgt.
Nadat Alexander per vergissing een brief van de bank krijgt, vermoedt hij dat er wordt geknoeid. Hij schakelt auditeur Daniël De Buck in voor een doorlichting van het bedrijf. Daarbij komt dat Sara, zonder medeweten van Simon, een grote deal heeft afgesloten met textielbaron Felix Van Uytsel. Echter, Alexander komt in bezit van een kopie van het contract en concludeert dat Sara smeergeld heeft aangenomen.
Sara en Simon vinden een oplossing voor het noodlijdende Présence: ze richten met het smeergeld de spookfirma Ecomoda op, dewelke alle onverkochte en minderwaardige producten van Présence overkoopt om ze vervolgens aan dumpingprijzen te verkopen via discountwinkels. Ze stelt haar jeugdvriend Arne aan als medewerker van Ecomoda. Verder gebruiken ze het smeergeld om op de beurs te speculeren. Met die winst betalen ze een fotoshoot in Turkije. Présence leent veel geld van Ecomoda om kwaliteitsvolle stoffen te kunnen aankopen. Een gedeelte van dat geld wordt gestolen.

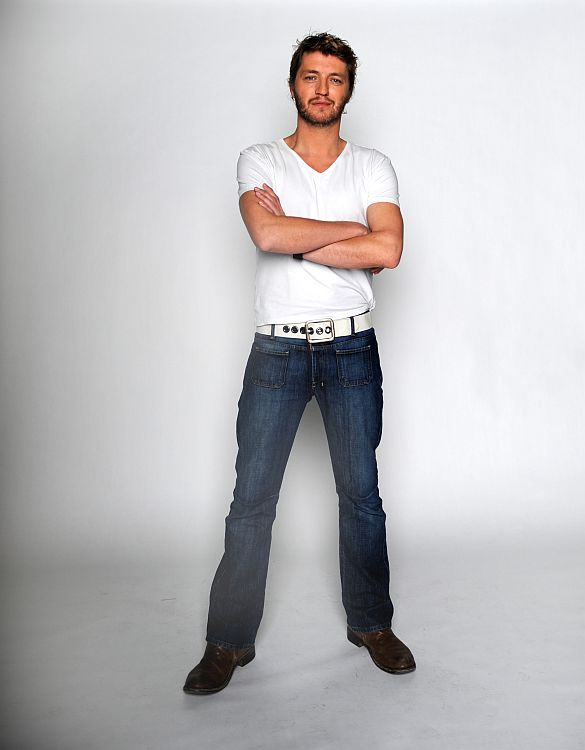
Kurt Rogiers, alias Alexander

Lieven vindt dat Sara te veel macht krijgt door al het geld en de waarborgen. Hij raadt Simon aan om haar vriendelijker te behandelen, haar uit te nodigen voor zakendiners en om haar te verleiden omdat zij toch op hem verliefd is. Tijdens een zakenreis geeft Simon aan Sara toe op haar verliefd te zijn, maar na een romantische avond vindt Sara een brief van Lieven met instructies hoe Simon Sara aan zijn kant kan houden. Sara is boos en tijdens de volgende directieraad maakt ze bekend dat Présence veel schulden heeft bij Ecomoda. Simon wordt uit zijn functie gezet en Sara verlaat Présence. Ze vertrekt naar Fuerteventura. Daar ontmoet ze de stylist Jakob die bij Sara een make over uitvoert waardoor het onzekere lelijke eendje uitgroeit tot een zelfzekere mooie zwaan.
Na haar terugkomst wordt Sara aangeklaagd voor fraude. Simon, wiens verloving met Helena is afgesprongen, deelt mee dat Sara van hem moest frauderen. Sara komt aan het hoofd van Présence te staan voor zes maanden. Simon en Lieven worden beiden gedegradeerd tot bedienden. Simon wil zichzelf bewijzen en het vertrouwen terugwinnen. Hij vertrekt naar Denemarken om er een grote deal af te sluiten met Ella Bauwer.
Net als Sara denkt dat ze Simon opnieuw kan vertrouwen, leest hij haar dagboek. Hij verstoort een etentje tussen Sara en Jakob en citeert een passage uit haar dagboek waaruit blijkt dat Sara nog steeds van hem houdt. Sara is gekwetst en wil stoppen bij Présence. Simon beseft dat hij te ver is gegaan en wil ook vertrekken. Op een directieraad komt het tot een conflict tussen de twee. Simon verklaart Sara op een ontroerende manier zijn liefde en zij moet dan wel toegeven dat ze hem ook graag ziet. Vanaf dat moment zullen ze samen Présence leiden. Drie maanden later trouwen ze.

## Rolverdeling

### Hoofdpersonages
| Acteur                 | Personage                      | Huidige baan                                                      | Vroegere baan                                     | Extra                                                                            |
| ---------------------- | ------------------------------ | ----------------------------------------------------------------- | ------------------------------------------------- | -------------------------------------------------------------------------------- |
| Veerle Baetens         | Sara De Roose                  | Directeur-Generaal                                                | Economaat Directiesecretaresse                    | Dochter van Hans Verliefd op Simon Bevriend met Arne en Jakob Getrouwd met Simon |
| Gert Winckelmans       | Simon Van Wyck                 | Directeur-Generaal                                                | Commercieel Directeur Directeur-Generaal bediende | Zoon van Leon en Margot Ex van Brenda en Helena Getrouwd met Sara.               |
| Lotte Pinoy            | Helena de Lannoy               | Verantwoordelijke winkels Verantwoordelijke vakbondsvergaderingen | Personeelsdirecteur                               | Zus van Alexander Ex-vriendin van Simon Verloofde van Steven                     |
| Kürt Rogiers           | Alexander de Lannoy            | Directeur-Generaal De Lannoy Fashion                              | Financieel Directeur                              | Broer van Helena Verliefd op Britt                                               |
| Sandrine André         | Britt Van Hove                 | Secretaresse Personeelsdirecteur + onthaal                        | Secretaresse Directiesecretaresse                 | Ex-vriendin van Lieven Ex-vriendin van Daniël (+) Ex-vriendin van Alexander      |
| Tom Van Bauwel         | Lieven Pauwels                 | Personeelsdirecteur                                               | Personeelsdirecteur Bediende                      | Ex-vriend van Britt Ex-minnaar van Brenda Vriend van Michèle                     |
| Benjamin Van Tourhout  | Arne d'Hauwe                   | Adjunct-Directeur                                                 | Cafébaas                                          | Verliefd op Britt                                                                |
| Ivan Pecnik            | Hans De Roose                  | Klusjesman                                                        | Bloemkwekerij                                     | Vader van Sara Ex-collega van Martine Vriend van Lut                             |
| Veerle Eyckermans      | Lutgarde 'Lut' Laureyns        | Cafetaria & Catering Economaat                                    |                                                   | Vriendin van Hans                                                                |
| Annemarie Lemaître     | Ellen De Graeve                | Secretaresse                                                      | Secretaresse personeelsdirecteur                  | Moeder van Thomas Ex-vrouw van Patrick Vriendin van Patrick                      |
| Anthony Arandia        | Thomas Stevelinckx – De Graeve | Cafébaas                                                          | Loopjongen                                        | Zoon van Patrick en Ellen Ex-vriend van Jana Vriend van An                       |
| Laurien Van den Broeck | An Verbiest                    | Directiesecretaresse                                              | Economaat                                         | Ex-vriendin van Nils Vriendin van Thomas                                         |
| Hans De Munter         | Leon Van Wyck                  | Gepensioneerd                                                     | Directeur-Generaal                                | Echtgenoot van Margot Vader van Simon                                            |
| Karin Tanghe           | Margot Van Wyck                | Gepensioneerd                                                     | Directeur-Generaal                                | Echtgenote van Leon Moeder van Simon                                             |
| Paul Codde             | Marnix Standaardt              | Modeontwerper                                                     |                                                   |                                                                                  |

### Gastpersonages
| Acteur                | Personage            | Huidige baan                      | Vroegere baan | Extra                                                            |
| --------------------- | -------------------- | --------------------------------- | ------------- | ---------------------------------------------------------------- |
| Katrien Vandendries   | Elisa Degroot        | Advocate                          |               | Advocaat Sara en Arne (Ecomoda)                                  |
| Dries Vanhegen        | Patrick Stevelinckx  | Papierwinkel                      |               | Vader van Thomas Ex-man van Ellen Vriend van Ellen               |
| Pieter Van Keymeulen  | Nils De Roovere      | Modeontwerper                     | Loopjongen    | Ex-vriend van An Vriend van Jana                                 |
| Rilke Eyckermans      | Jana                 | Studente kunst Journaliste Zone03 |               | Ex-vriendin van Thomas Vriendin van Nils                         |
| Aza Declerq           | Brenda Vermeulen     | Journaliste                       |               | Ex-minnares van Simon Ex-minnares van Lieven Ex-vriendin van Jan |
| Joke Devynck          | Esther Bossiers      | Hoofd modellenbureau              |               |                                                                  |
| Mike Libanon          | Jakob Robbrecht      | Stylist                           |               | Verliefd op Sara                                                 |
| Bieke Ilegems         | Michèle De Vos       | Parfumontwikkelaar                |               | Ex-vriendin van Jan Vriendin van Lieven                          |
| Bart Klein            | Jan Neyman           | Parfumontwikkelaar                |               | Ex-vriend van Michèle Ex-vriend van Brenda                       |
| Maarten Claeyssens    | Steven Desutter      | Vakbondsafgevaardigde             |               | Ex-vriend van Helena Ex-man van Sylvie Verloofde van Helena      |
| Veerle Dobbelaere     | Nicky Emmerechts     | Advocate                          |               | Verliefd op Alexander                                            |
| Annick Christiaens    | Martine Hoste        |                                   | Bloemkwekerij | Verliefd op Hans Psychiatrisch patiënte                          |
| Olivier De Smet       | Koen Meuris          | Crimineel                         |               | In gevangenis                                                    |
| Koen Schepens         | Kevin Vlemix         | Crimineel                         |               | Op de vlucht                                                     |
| Kristoff Clerckx      | Daniël De Buck (†)   |                                   | Boekhouder    | Verliefd op Britt Overleden                                      |
| Michel Bauwens        | Georges Lieckendaele | Conciërge Nachtwaker              |               |                                                                  |
| Anneke De Keersmaeker | Ella Bauwer          |                                   |               |                                                                  |

## Prijzen
| Prijs                     | Jaar | Categorie                            | Genomineerden    | Resultaat   |
| ------------------------- | ---- | ------------------------------------ | ---------------- | ----------- |
| Vlaamse Televisie Sterren | 2009 | Beste Actrice                        | Veerle Baetens   | Genomineerd |
| Vlaamse Televisie Sterren | 2009 | Beste Fictieprogramma                | Sara             | Genomineerd |
| Vlaamse Televisie Sterren | 2008 | Beste Acteur of Actrice              | Veerle Baetens   | Gewonnen    |
| Vlaamse Televisie Sterren | 2008 | Beste Acteur of Actrice              | Sandrine André   | Genomineerd |
| Vlaamse Televisie Sterren | 2008 | Beste Fictieprogramma                | Sara             | Genomineerd |
| Vlaamse Televisie Sterren | 2008 | Populairste Televisieprogramma       | Sara             | Gewonnen    |
| Vlaamse Televisie Sterren | 2008 | Populairste Televisiepersoonlijkheid | Veerle Baetens   | Gewonnen    |
| Telenet Kids Awards       | 2008 | Beste televisieprogramma             | Sara             | Gewonnen    |
| Telenet Kids Awards       | 2008 | Griet van het jaar                   | Veerle Baetens   | Genomineerd |
| Telenet Kids Awards       | 2008 | Spetter van het jaar                 | Gert Winckelmans | Genomineerd |

## Trivia
- Veerle Baetens nam deel aan de preselecties van Idool 2007, weliswaar vermomd als Sara. Ze werd echter niet mooi genoeg bevonden door de jury. Niemand herkende haar, nochtans zat er een lerares van haar in de jury, musicalactrice Vera Mann.[3]
- De serie speelt zich volledig af in Antwerpen en zijn deelgemeenten. Het bedrijf Présence is echter wel gelegen in Anderlecht in de Tweestationsstraat, nabij Brussel. Momenteel zitten in deze gebouwen het personeel van Infrabel, ICT.  Ook dancing Chocola bestaat echt, al is het interieur helemaal anders. Ook het restaurant De Koopvaardij bestaat echt en is gelegen in Stabroek. In werkelijkheid is De Koopvaardij een klasserestaurant met één ster.
- De allerlaatste aflevering van Sara werd op 24 juni 2008 uitgezonden. Deze extra lange aflevering haalde 1.433.000 kijkers, goed voor het best bekeken VTM-programma van 2008. Het uiteindelijke hoogtepunt van de serie, het huwelijk van Sara en Simon, bracht zo'n 1.600.000 kijkers voor de buis.
- De titelsong Where She Belongs werd ingezongen door Natalia.
- Op de ‘Sara-dag’ in Gent vond een massahysterie plaats en de eerste druk van het ‘Sara’-dagboek was uitverkocht nog vóór het in de winkel lag. Uiteindelijk werden er daar meer dan 500.000 van verkocht.[4]